# Horst Fügner
Horst Fügner (* 11. März 1923 in Chemnitz; † 22. November 2014 ebenda) war ein deutscher Motorradrennfahrer.

## Karriere
Horst Fügner fuhr ab 1950 Motorradrennen. 1955 wurde er erstmals DDR-Straßenmeister der Klasse bis 125 cm³. In der Straßenmeisterschaft der BRD belegte er im selben Jahr hinter Karl Lottes (MV Agusta) Rang zwei.
Fügner war Werksfahrer bei MZ in Zschopau und nahm von 1957 bis 1959 an der Motorrad-Weltmeisterschaft teil. Sein größter Erfolg war der Vizeweltmeistertitel 1958 in der 250-cm³-Klasse hinter dem italienischen MV-Agusta-Werkspiloten Tarquinio Provini. Dabei gelang ihm beim Großen Preis von Schweden in Hedemora der einzige Grand-Prix-Sieg seiner Laufbahn.
Nach einem schweren Sturz beim Training zum 125er-Lauf um den Großen Preis von Belgien 1959 in Spa-Francorchamps musste Horst Fügner seine Karriere beenden.
Horst Fügner starb am 22. November 2014 in seiner Heimatstadt Chemnitz im Alter von 91 Jahren.

## Statistik

### Erfolge
- 1955 – 125-cm³-DDR-Meister auf IFA 125
- 1956 – 125-cm³-DDR-Meister auf MZ RE 125
- 1958 – 125-cm³-DDR-Meister auf MZ RE 125

### Rennsiege
(gefärbter Hintergrund = Weltmeisterschaftslauf)
| Jahr | Klasse  | Maschine | Rennen                       | Strecke                  |
| ---- | ------- | -------- | ---------------------------- | ------------------------ |
| 1953 | 125 cm³ | IFA      | Sachsenring-Rennen           | Sachsenring              |
| 1954 | 125 cm³ | IFA      | Feldbergrennen               | Feldbergring             |
| 1954 | 125 cm³ | IFA      | Halle-Saale-Schleifen-Rennen | Halle-Saale-Schleife     |
| 1955 | 125 cm³ | IFA      | Eifelrennen                  | Nürburgring-Nordschleife |
| 1955 | 125 cm³ | IFA      | Halle-Saale-Schleifen-Rennen | Halle-Saale-Schleife     |
| 1955 | 125 cm³ | IFA      | Rund um Schotten             | Schottenring             |
| 1955 | 125 cm³ | IFA      | Schleizer Dreieckrennen      | Schleizer Dreieck        |
| 1956 | 125 cm³ | IFA      | Halle-Saale-Schleifen-Rennen | Halle-Saale-Schleife     |
| 1957 | 250 cm³ | MZ       | Motorrace Tubbergen          | Circuit Tubbergen        |
| 1958 | 125 cm³ | MZ       | Halle-Saale-Schleifen-Rennen | Halle-Saale-Schleife     |
| 1958 | 250 cm³ | MZ       | Großer Preis von Schweden    | Hedemora                 |
| 1958 | 250 cm³ | MZ       | Großer Preis der DDR         | Sachsenring              |
| 1959 | 250 cm³ | MZ       | Großer Preis von Österreich  | Salzburg-Liefering       |

### In der Motorrad-Weltmeisterschaft
| Saison | Klasse  | Motorrad | Rennen | Siege | Podien | Punkte | Ergebnis |
| ------ | ------- | -------- | ------ | ----- | ------ | ------ | -------- |
| 1957   | 125 cm³ | MZ       | 1      | 0     | 0      | 3      | 9.       |
| 1958   | 125 cm³ | MZ       | 4      | 0     | 0      | 7      | 9.       |
| 1958   | 250 cm³ | MZ       | 3      | 1     | 2      | 16     | 2.       |
| 1959   | 125 cm³ | MZ       | 2      | 0     | 0      | 6      | 10.      |
| 1959   | 250 cm³ | MZ       | 2      | 0     | 1      | 6      | 9.       |
| Gesamt | Gesamt  | Gesamt   | 12     | 1     | 3      | 38     |          |

## Verweise